# AEK
AEK (grekiska: Αθλητική Ένωσις Κωνσταντινουπόλεως, Athlitiki Enosis Konstantinoupoleos, på svenska) är en sportklubb i Aten, Grekland. 
Klubbens namn betyder ungefär Konstantinopelska idrottsföreningen och den bildades av grekiska flyktingar från Istanbul efter Grek-turkiska kriget (1919–1922). 
Den är mest känd för fotbollslaget AEK FC, men den har aktivitet och har nått betydande framgångar i ett stort antal sporter som bland annat basket, handboll och volleyboll. 

## Basket
Klubbens herrlag har blivit grekiska mästare vunnit åtta gånger och vunnit grekiska cupen fem gånger. 

## Handboll
Klubbens herrlag har blivit grekiska mästare fyra gånger och vunnit grekiska cupen fyra gånger. 

## Volleyboll
Klubbens herrlag har vunnit grekiska ligacupen en gång. Klubbens damlag har blivit grekiska mästare en gång och vunnit grekiska supercupen en gång.